# لنین و علی
لنین و علی (ارمنی: Լենինն ու Ալին) یک فیلم کوتاه است محصول سال ۱۹۷۰, به کارگردانی مارات وارژاپتیان

## بازیگران
- سوس سارگسیان